# Madrepora securis
Espèce
Madrepora securis est une espèce de coraux appartenant à la famille des Oculinidae.